# Francolin à collier
Scleroptila streptophora
Espèce
Statut de conservation UICN

 NT  : Quasi menacé
Le Francolin à collier (Scleroptila streptophora) est une espèce d'oiseaux de la famille des Phasianidae.

## Distribution
En trois poches de présence dans l’est-africain : nord de l’Ouganda (parc national de Kidepo, Nil, vallée de Katonga, pied du mont Moroto), ouest du Kenya, des versants sud du mont Elgon aux collines Samia et à la vallée Nyando, et nord-ouest de la Tanzanie (Kibondo et Kasulu). Une population isolée et fort éloignée existe au Foumban, dans l’ouest du Cameroun (Hennache & Ottaviani 2011).

## Habitat
Le francolin à collier occupe un milieu légèrement différent selon la région : les collines rocheuses parsemées d’herbes et de buissons et les prairies boisées, entre 600 et 1 800 m d’altitude, ainsi que les zones cultivées, en Afrique de l’est ; les collines rocheuses couvertes d’herbes fines entre 1 050 et 1 200 m au Cameroun ; les prairies davantage boisées en Ouganda (Urban et al. 1986).

## Mœurs
C’est un francolin très farouche, préférant fuir en dévalant à toute allure les versants rocheux à la recherche d’un couvert. Il évolue généralement en couples ou par petits groupes, passant le plus clair de son temps dans le couvert végétal, mais se nourrissant volontiers aux abords des cultures. On le voir plus facilement au petit matin en bordure de route ou de chemin. Il répugne à s’envoler mais le vol a été décrit comme extrêmement rapide. Les cris sont émis, tôt le matin, d’un perchoir assez bas comme une termitière. L’alimentation est peu documentée mais doit probablement comporter des graines de plantes herbacées, des grains de céréales et des insectes (Madge & McGowan 2002).

## Voix
Pour se signaler, il dispose d’un cri caractéristique composé de deux notes douces de type tourterelle coos, la seconde plus aiguë et suivie par un trille prolongé. Il existe aussi un cri de vol sonore mais il s’envole la plupart du temps de façon silencieuse (Madge & McGowan 2002).

## Nidification
Les périodes de ponte ont lieu en avril, en début de période des pluies, en Ouganda, et de décembre à mars, en saison sèche, dans l’ouest du Kenya. Le nid est une petite dépression grattée sur le sol avec peu ou pas de revêtement intérieur et placé au pied d’un rocher. (Urban et al. 1986).

## Statut
L’espèce est considérée comme presque menacée par BirdLife International (2010). Il n’y a pas de données récentes, et sa nature farouche la fait facilement passer inaperçue, mais il semblerait que la population ait partout décliné. Il n’y a aucune observation récente au Cameroun. Ce francolin apparaît comme sporadique au Kenya, localement commun en Ouganda, surtout dans le parc national de Murchison Falls, assez commun en Tanzanie. Il est également recensé dans le parc national de Ruvubu au Burundi. Les raisons du déclin de sa population ne sont pas connues mais la destruction de l’habitat apparaît comme une des causes les plus probables (Hennache & Ottaviani 2011).